# Divinità delle caverne dell'oltretomba

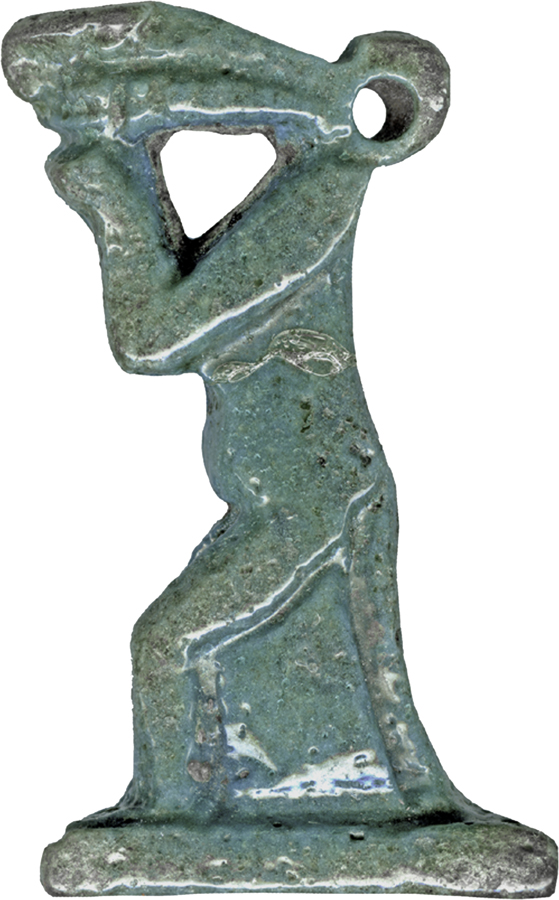
Amuleto del dio-serpente Nehebkau, residente nelle caverne del Duat. Walters Art Museum, Baltimora.

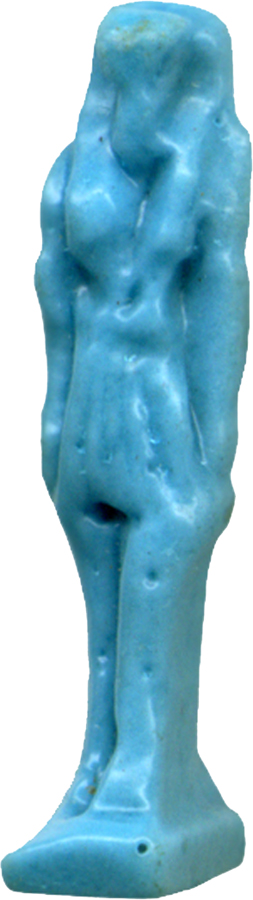
Altro amuleto di Nehebkau. Walters Art Museum, Baltimora.

Le divinità delle caverne dell'oltretomba sono divinità egizie appartenenti alla religione dell'antico Egitto. 

## Descrizione e suddivisione
Gli Egizi credevano che nell'oltretomba, il Duat, si trovassero almeno venti caverne e grotte "occidentali" abitate da terribili divinità e creature sovrannaturali che si sarebbero nutrite dei cadaveri e delle anime dei malvagi. Svariati papiri funerari, oltre alle decorazioni sulle pareti di alcune tombe della Valle dei Re e della sala meridionale dell'Osireion di Abido, elencano tali divinità addette al castigo e allo sterminio (solitamente tramite decapitazione) delle anime dei nemici del dio-sole Ra e di Maat, la verità e la giustizia; in particolare, era a loro dedicato il testo noto come "Formula delle Venti Grotte", conosciuto grazie a un papiro (Cairo 24742) dell'epoca del faraone Amenofi II (1427–1401 a.C. circa).
Le prime sette caverne avrebbero variamente contenuto gruppi di tre divinità mummiformi e tre divinità antropomorfe, due maschili e una femminile per ciascuna triade; dalla ottava alla ventesima caverna si sarebbero trovate divinità in numero variabile: nell'ottava, per esempio, sette gruppi e divinità individuali, e la nona almeno venti. Era normale che accanto alle liste dei nomi e delle posizioni ultraterrene di tali divinità si trovassero anche rubriche di offerte loro destinate e degli effetti benevoli che ne sarebbero conseguiti per le anime dei defunti (una volta pacificate, infatti, tali divinità avrebbero potuto facilitare il libero movimento nell'aldilà, fornire nutrimento e illuminazione nella tenebra).

### Divinità nelle prime undici caverne (Hart)
La tomba (KV2) di Ramses IV (1155–1149 a.C.) nella Valle dei Re e il Libro dei morti elencano le divinità delle caverne di seguito selezionate dall'egittologo britannico George Hart:
| Caverna | Divinità |
| ------- | --- |
| 1       | a) nove divinità-sciacallo che si nutrono di carne decomposta b) divinità-serpente guardiane della "Regione Silenziosa" |
| 2       | a) serpente fiammeggiante (Sesi) - b) divinità primordiali (Nariu) dalla testa di pesce gatto                           |
| 3       | Nehebkau con nove divinità-pesce gatto guidate da Osiride                                                               |
| 4       | "Il Grande che sta sul suo petto"                                                                                       |
| 5       | Nut e Osiride itifallico                                                                                                |
| 6       | Tatenen |
| 7       | / |
| 8       | "Coloro che elevano i loro superiori fino al cielo"                                                                     |
| 9       | dei dell'Abisso Primordiale                                                                                             |
| 10      | dee gementi che brandiscono scuri bagnate di sangue                                                                     |
| 11      | Ammit |
| altre   | |

#### Divinità della decima caverna (Wilkinson)
In particolare, l'egittologo britannico Richard Herbert Wilkinson ha così raggruppato le divinità e le creature sovrannaturali residenti della decima caverna, e le loro funzioni positive una volta che il defunto fosse riuscito ad ammansirle:
| Divinità                                        | Potere benefico per il defunto                                                      |
| ----------------------------------------------- | ----------------------------------------------------------------------------------- |
| "Coloro che appartengono alla luce del sole"    | Forniscono luce.                                                                    |
| "Coloro che si affermano"                       | Garantiscono che il defunto sia acclamato.                                          |
| Nove dei "che sorvegliano quelli nella caverna" | Forniscono respiro vitale.                                                          |
| Nove dei "il cui braccio è nascosto"            | Garantiscono il valore e la dignità del defunto.                                    |
| "Dee nascoste"                                  | Garantiscono l'energia dell'anima e l'incorruttibilità della mummia.                |
| "Dei divenuti membra di Osiride"                | Garantiscono la tranquillità del defunto.                                           |
| "Coloro che adorano Ra"                         | Garantiscono che il defunto non sia respinto da alcun cancello del mondo dei morti. |
| "Quelli dal viso agguerrito"                    | Forniscono refrigerio nei punti più torridi del Duat.                               |

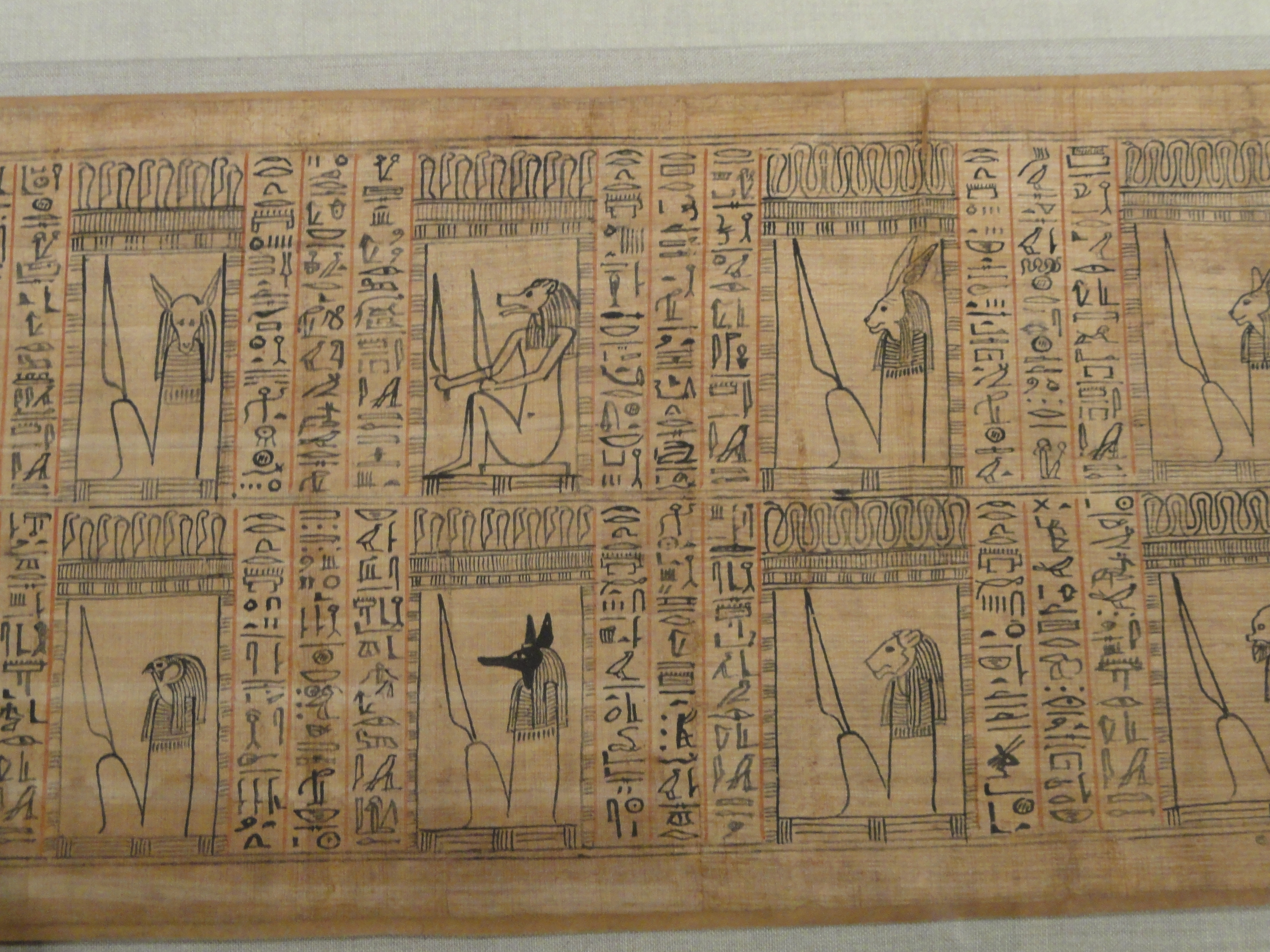
Libro dei morti di Hori: creature sovrannaturali a guardia del mondo dei morti (Duat). Cleveland Museum of Art, Cleveland.
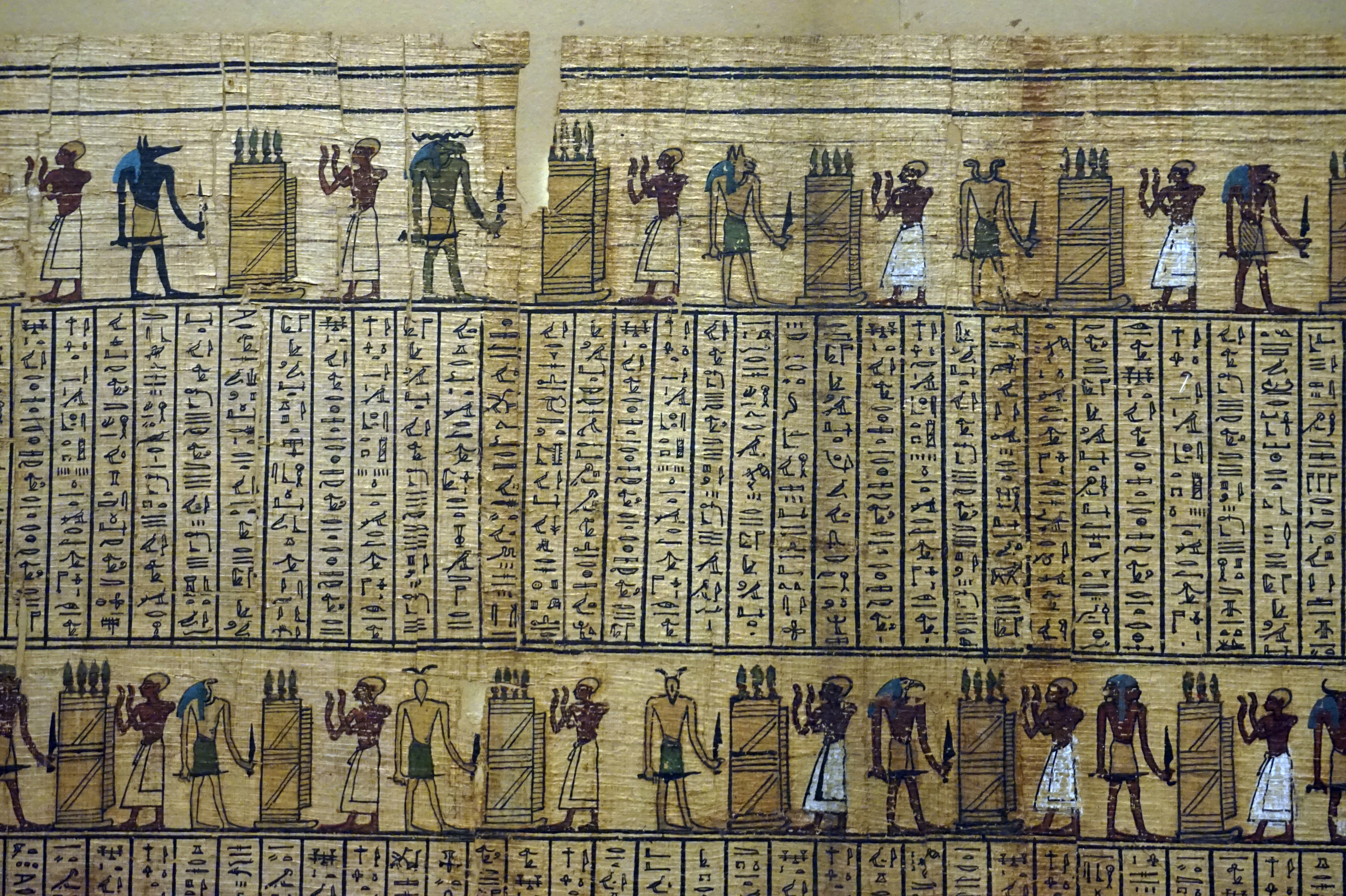
Il defunto al cospetto dei mostri del mondo dei morti, da un Libro dei morti (N 3096) al Museo del Louvre, Parigi.
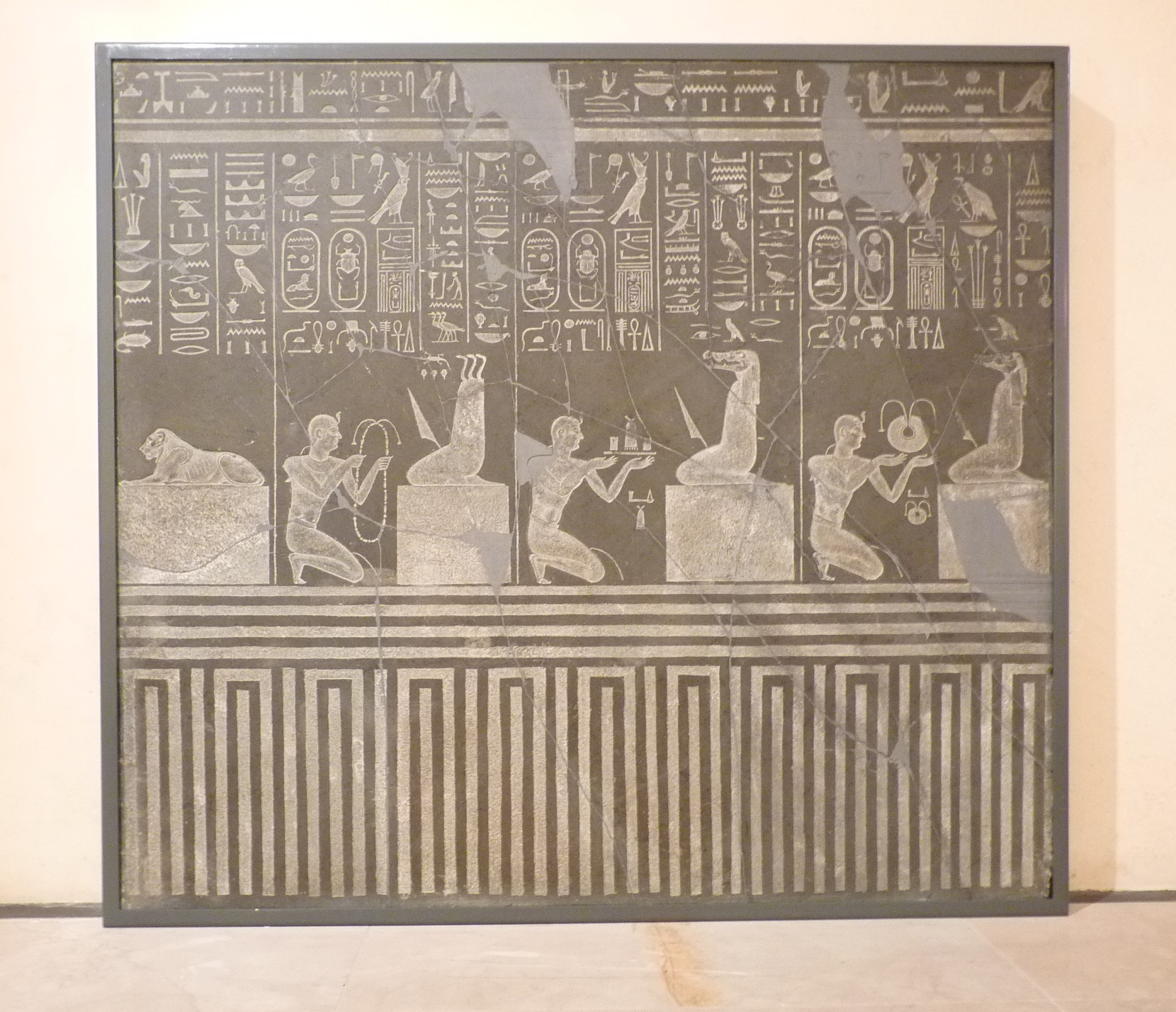
Rilievo del faraone Nectanebo I che adora creature sovrannaturali del mondo dei morti. Museo civico archeologico (Bologna).